# Hot Love (film)
Hot Love è un cortometraggio horror del 1985 diretto da Jörg Buttgereit. Il film è privo di dialoghi.

## Trama
Durante una festa, un ragazzo bruttino si innamora perdutamente di una bella ragazza, ricambiato. Ma dopo poco lei lo lascia e comincia una convivenza con un altro uomo, alto e biondo. Il ragazzo bruttino decide di vendicarsi e violenta la ragazza, che rimane incinta e partorisce un neonato enorme e mostruoso. Il mostro esige poi, letteralmente, il cuore della madre.

## Distribuzione
Incluso inizialmente all'interno del VHS del documentario Corpse Fucking Art (1992) viene poi ripubblicato come contenuto extra all'interno dell'edizione Cult Epics del Blu ray del film Nekromantik (1987).